# Хорионска ресица
Хорионске ресице (вили) су израштаји хориона у облику ресица које залазе у зид материце образујући са њиме постељицу (плаценту).
Према распореду ресица разликују се следећи типови плаценти:
- дифузна – ресице су разбацане по целој површини хориона (код свиња);
- котиледонарна – ресице су груписане у виду розете (котиледона) између којих су делови глатког хориона (код говеда);
- зонална - ресице су распоређене у виду појаса (код пса);
- бидискоидална – ресице су ограничене на два предела облика диска, а остали делови хориона су глатки (код мајмуна);
- дискоидална – ресице образују један диск (код човека).